# Danthonia rhizomata
Danthonia rhizomata là một loài thực vật có hoa trong họ Hòa thảo. Loài này được Swallen mô tả khoa học đầu tiên năm 1961.